# Fitz Roy (ort)
Fitz Roy är en ort i Argentina.   Den ligger i provinsen Santa Cruz, i den södra delen av landet, 1 600 km sydväst om huvudstaden Buenos Aires. Fitz Roy ligger 235 meter över havet och antalet invånare är 326.
Terrängen runt Fitz Roy är platt, och sluttar söderut. Trakten runt Fitz Roy är nära nog obefolkad, med mindre än två invånare per kvadratkilometer.. Närmaste större samhälle är Jaramillo, 19,2 km söder om Fitz Roy.
Omgivningarna runt Fitz Roy är i huvudsak ett öppet busklandskap.